# Kat (gruppo musicale)
I Kat sono un gruppo musicale heavy metal polacco, formatosi a Katowice nel 1979.

## Formazione
- Henry Beck - voce (2004-?) (ex-Credo, ex-Sweet Killer, ex-Pik)
- Piotr Luczyk - chitarra (1979-?) (ex-Roman Kostrzewski)
- Jarek Gronowski - chitarra (2004-?) (Dragon)
- Krzysztof Oset - basso, cori (1989-?) (ex-Alkatraz, ex-Kat & Roman Kostrzewski)
- Rogol - batteria (2004-?) (Division by Zero, ex-Bronx)

## Discografia

### Album studio
- 1985 - Metal and Hell
- 1986 - 666
- 1988 - Oddech Wymarłych Światów
- 1991 - Bastard
- 1993 - Ballady
- 1996 - ...Róże miłości najchętniej przyjmują się na grobach
- 1997 - Szydercze Zwierciadło
- 2005 - Mind Cannibals

### Album live
- 1987 - 38 Minutes of Life
- 1992 - Jarocin - Live
- 2004 - Somewhere in Poland

### Singoli
- 1984 - Noce Szatana/Ostatni Tabor
- 1986 - Metal and Hell
- 1986 - Time of Revenge/Czas Zemsty
- 1996 - ...Róże Miłości Najchętniej Przyjmują się na Grobach

### EP
- 1996 - Bądź Wariatem - Zagraj z Katem

### Compilation
- 2007 - Kat 1985 - 2005
- 2011 - 666/Metal and Hell 25th Anniversary Edition

### DVD
- 2004 - Somewhere in Poland